# Castelo de l'Alba
O Château de l'Alba é um castelo do século XV, remodelado como um château no século XVIII, localizado na comuna de L'Albenc no departamento de Isère, na França.
O château está fechado ao público. Está parcialmente listado como um monumento histórico desde 1978.